# RKSV Nemelaer
RKSV Nemelaer is een Nederlandse amateurvoetbalclub uit Haaren in de Noord-Brabantse gemeente Oisterwijk, opgericht in 1944. De clubkleuren zijn groen en geel. 

## Geschiedenis
In 1944 wilde een groep enthousiaste jongeren een voetbalclub oprichten, die aangesloten moest zijn bij de Nederlandse Voetbalbond (NVB). De burgemeester was aanvankelijk enthousiast, maar liet zijn oor te veel hangen naar de pastoor die er niets van wilde weten. Uiteindelijk kwam er een lijst met eisen, waarvan de belangrijkste was dat er alleen tegen plaatselijke clubs gevoetbald mocht worden. Dit zou betekenen dat het geen bondsclub zou kunnen worden.
Via een succesvolle lobby via de broer van de bisschop kregen de initiatiefnemers toch nog hun zin. Op 15 juli 1944 werd de club opgericht.
De club werd vernoemd naar het oude Kasteel Nemerlaer in Haaren. De eerste R van Nemerlaer werd in de spreektaal meestal niet uitgesproken, dus werd het R.K.S.V. Nemelaer. Aangezien destijds onder andere de luiken van de kasteelhoeve geel en groen geschilderd waren, werden dit de clubkleuren.
Aanvankelijk werden de wedstrijden gespeeld op velden van Huize Assisië in Udenhout bij gebrek aan eigen velden die voldeden aan de eisen van de voetbalbond en moest kleding nog geleend worden van de club uit Oisterwijk. Daarna werd een veld beschikbaar gesteld achter de oude kerktoren. Een garage werd kleedkamer en 's avonds bestond de veldverlichting uit de koplampen van een auto.
Na turbulente beginjaren (kampioenschap tweede klasse, afdeling Noord-Brabant, maar daarna ook degradatie naar de derde klasse) is Nemelaer uitgegroeid tot een bloeiende vereniging.
Nemelaer telt 10 seniorenteams (waarvan 2 dames), 12 juniorenteams (waarvan 4 meisjes) en 14 pupillenteams. De club speelt op sportpark De Walzaad in Haaren.

## Piet Drijvers
Voormalig speler en trainer van Nemelaer Piet Drijvers is een van de grondleggers van het succes van Nemelaer in deze afgelopen 12 jaar. Onder leiding van trainer Piet Drijvers is Nemelaer gestaag omhoog gebracht van de 4e naar de eerste klasse. Piet Drijvers bracht Nemelaer onder meer deze successen.
- 2014: Promotie naar 1e klasse na nacompetitie
- 2010: Promotie naar 1e klasse na nacompetitie
- 2005: Kampioen 3e klasse 3C, promotie naar 2e klasse
- 2002: Kampioen 4e klasse 4G, promotie naar 3e klasse

Maar na het seizoen 2013-2014 vindt Drijvers het mooi geweest. Hij tekent een contract bij Oirschot Vooruit.  Het wederzijds vertrouwen is dermate groot, dat het de intentie is de samenwerking ten minste 3 seizoenen te continueren.

## Competitieresultaten 1989–2023
| 4 4E |

| 4 4E |

| 4 4E |

| 5 4E |

| 9 3B |

| 11 3C |

| 4 4E |

| 7 4E |

| 4 4E |

| 10 4E |

| 3 4E |

| 6 4E |

| 6 4G |

| 1 4G |

| 7 3C |

| 6 3C |

| 1 3C |

| 9 2F |

| 7 2F |

| 2 2F |

| 6 2F |

| 4 2F |

| 8 1C |

| 2 1C |

| 13 1C |

| 4 2F |

| 8 1C |

| 6 1C |

| 7 1C |

| 5 1C |

| 3 1C |

| 6* 1C |

| -- 1C |

| 2 1C |

| 2 1C |

| ? C |

| Vierde Divisie | Eerste klasse | Tweede klasse | Derde klasse | Vierde klasse |

In elke staaf van de grafiek staat van boven naar beneden vermeld: 
- Eindnotering

Dit is de positie die de club heeft bereikt in de competitie, zonder eventuele beslissings-, play-off- of nacompetitiewedstrijden die nodig zijn geweest om bijvoorbeeld de kampioen van de competitie te bepalen.
Indien een * achter het getal staat is de notering een tussenstand en kan het zijn dat de notering niet overeenkomt met de uiteindelijke eindstand van de competitie.
Staat er een - dan is het seizoen nog bezig en is er geen definitieve uitslag bekend.
Staat er xx op de positie van de notering, dan heeft de club vroegtijdig de competitie verlaten. Dit kan onder andere komen door terugtrekking van het team, faillissement van de club of door een uitgedeelde straf van de KNVB. In veel gevallen staat elders in het artikel de reden vermeld.
Staat er een ? dan is het resultaat uit het verleden onbekend, en is alleen de competitie of het niveau bekend van dat seizoen.
In de seizoenen 2019/20 en 2020/21 werd wegens de coronacrisis het amateurvoetbal afgebroken. Daardoor kennen deze staven geen eindklassering (middels -- weergegeven).
- Competitieniveau en afdelingsletter of Officiële eindstand Eredivisie
  - Competitieniveau en afdelingsletter

Hierbij geeft het getal het niveau weer, dat ook terug te vinden is in de legenda. De letter is de afdelingsaanduiding en wordt gebruikt wanneer er meer afdelingen zijn op hetzelfde niveau. De afdelingsletter is altijd een hoofdletter en wordt meestal zonder nummer gebruikt.
Voorbeeld: 2F is niveau 2e klasse competitie F.
Het competitieniveau en nummer wordt niet vermeld wanneer er slechts één competitie van dit niveau was.
  - Officiële eindstand Eredivisie (getal staat tussen haakjes vermeld)

Sinds de introductie van play-offwedstrijden voor Europees voetbal na afloop van de reguliere competitie in 2005/06, is de KNVB verplicht een eindstand van de Eredivisie door te geven aan de UEFA aan de hand van deze play-offwedstrijden.
Bij deze eindstand staan clubs die zich hebben gekwalificeerd voor Europees voetbal hoger dan clubs die zich niet wisten te kwalificeren. Indien er geen verschil was tussen de eindnotering en de officiële eindstand, staat dit getal niet vermeld.

- Onderafdeling

Hier staat afgekort de naam van de onderafdeling indien de club in dat jaar in een onderafdeling uitkwam. Tevens staat deze afkorting in de legenda en wordt gelinkt naar het artikel over deze onderafdeling. Deze afkorting wordt alleen vermeld wanneer de club in het verleden in verschillende onderafdelingen heeft gespeeld. Deze vermelding is in de staaf altijd in kleine letters. Deze onderafdelingen zijn na het seizoen 1995/96 afgeschaft. Heeft de club in slechts één onderafdeling gespeeld, dan is dit alleen terug te vinden in de legenda.
Onder de staaf staat het jaartal vermeld waarin het seizoen is afgesloten. 15 verwijst naar het seizoen 2014/15 of eventueel het seizoen 1914/15.
Wanneer een staaf leeg is, zijn deze gegevens niet bekend. Het kan ook zijn dat de club dat seizoen niet heeft meegespeeld op het hogere amateurniveau, vroegtijdig de competitie heeft verlaten of uit de competitie is gezet.

In het seizoen 1944/45 was er wegens de Tweede Wereldoorlog geen regulier competitievoetbal.